# 新潟県道59号大和焼野線
新潟県道59号大和焼野線（にいがたけんどう59ごう やまとやけのせん）は、新潟県南魚沼市から同県十日町市に至る県道（主要地方道）である。

## 概要

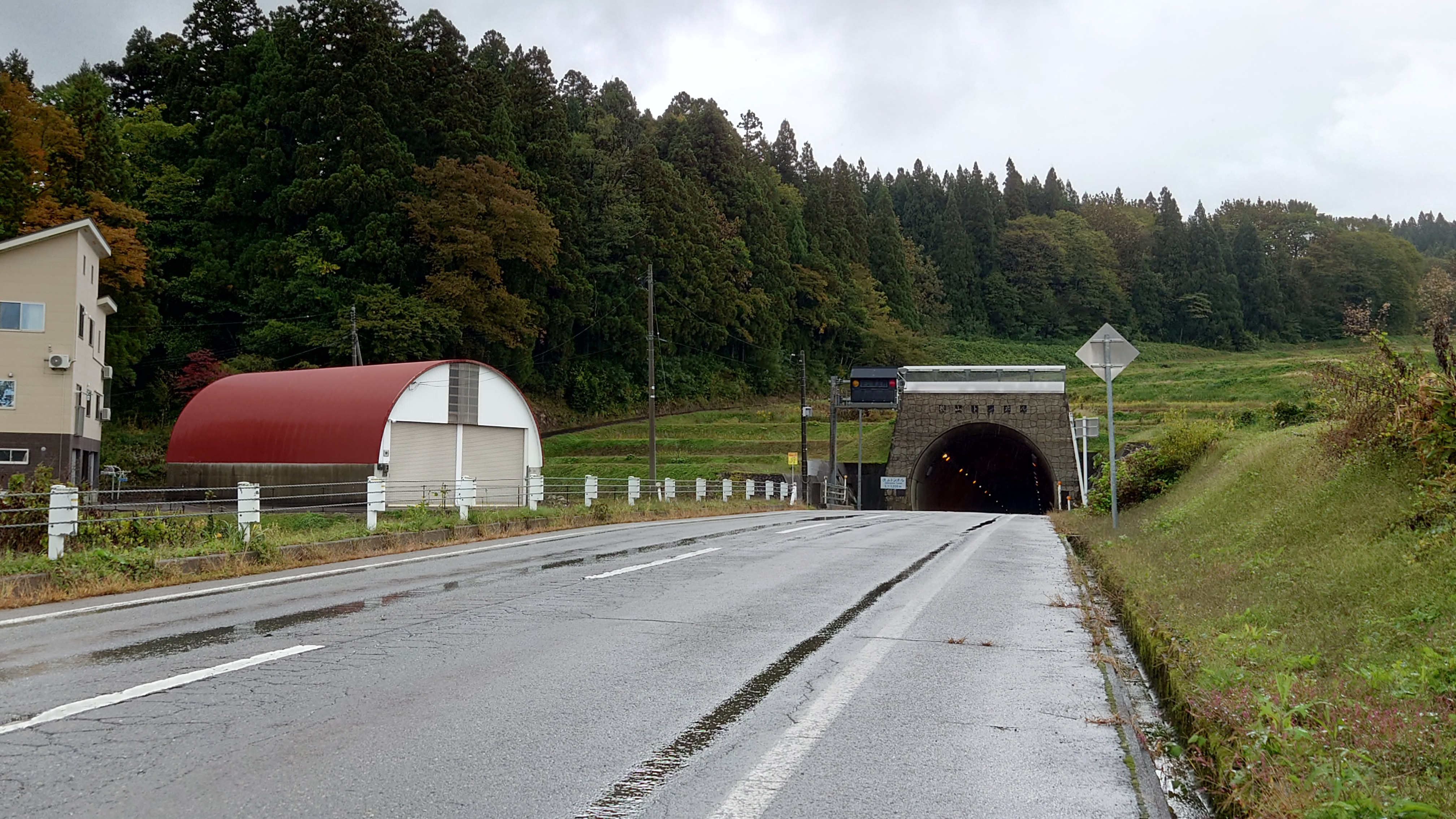
新潟県道59号後山トンネル

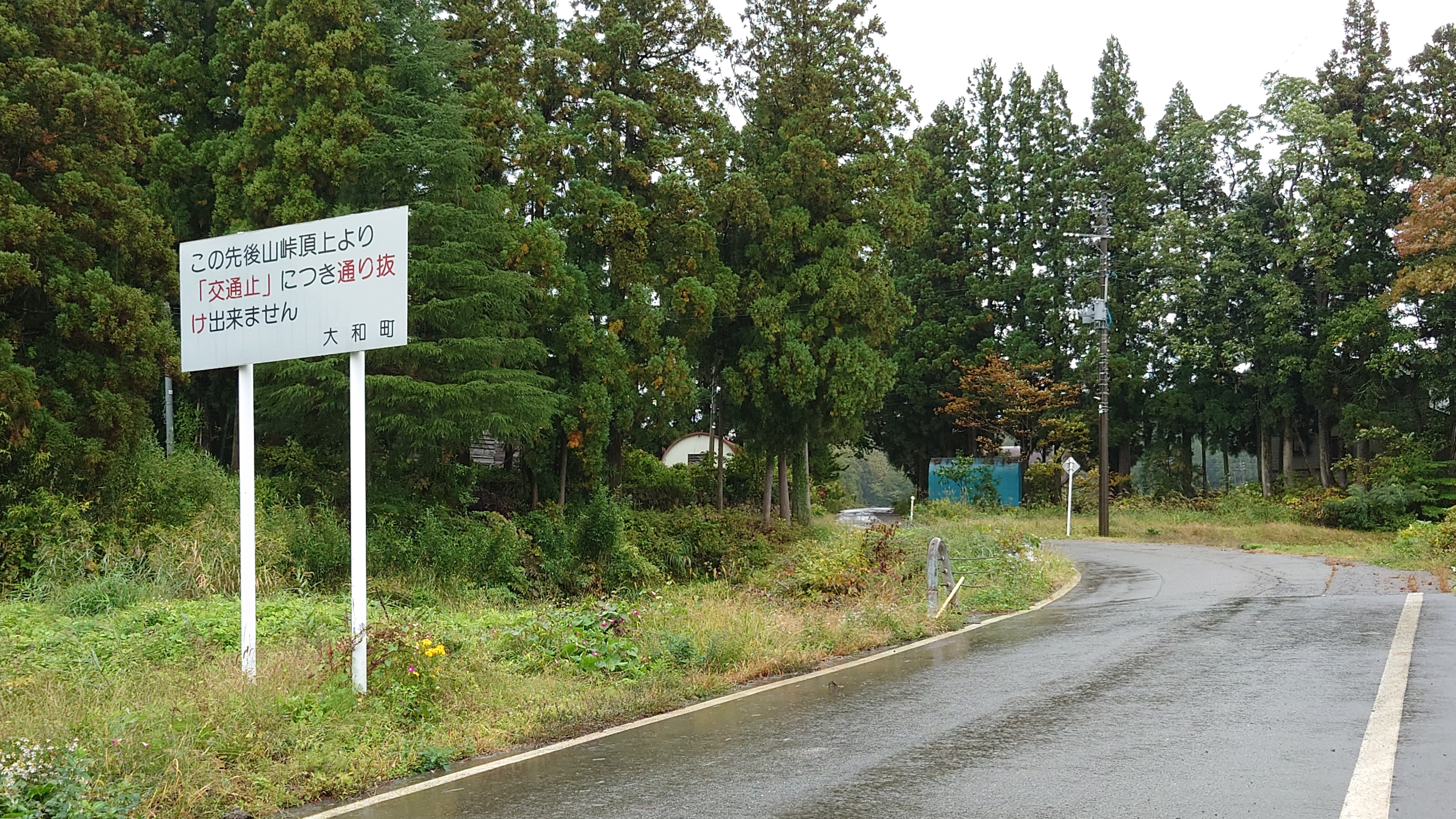
旧道後山峠。
峠付近にて通行止めとなっている

### 路線データ
- 実延長：6,764.7 m[1]
- 起点：新潟県南魚沼市市野江乙（新潟県道58号小千谷大和線交点）
- 終点：新潟県十日町市中条字地獄沢戊（国道252号交点）

## 歴史
- 1993年（平成5年）5月11日 - 建設省から、県道大和焼野線が大和焼野線として主要地方道に指定される[2]。

## 路線状況

### 重複区間
- 新潟県道388号西枯木又堀之内線（南魚沼市市野江字後山 - 十日町市中条丁）
- 新潟県道214号城内焼野線（十日町市中条戊 - 十日町市中条字地獄沢戊、終点）

## 地理

### 通過する自治体
- 南魚沼市
- 十日町市

### 交差する道路
- 新潟県道58号小千谷大和線（起点：南魚沼市市野江乙）
- 新潟県道388号西枯木又堀之内線（南魚沼市市野江字後山 - 十日町市中条丁で重複）
- 新潟県道130号中条五日町停車場線（十日町市中条）
- 新潟県道214号城内焼野線（十日町市中条戊）
- 国道252号（終点：十日町市中条字地獄沢戊）

### 沿線の施設など
- 南魚沼市立後山小学校
- 十日町市立飛渡第一小学校
- 新水簡易郵便局